# Hôtel du 14 rue Saint-Guillaume
L’hôtel du 14 rue Saint-Guillaume, est un hôtel particulier situé à Paris en France.

## Localisation
Il est situé au 14 rue Saint-Guillaume, dans le 7e arrondissement de Paris. 

## Histoire
Ici est née Jeanne Dauchez et André Dauchez, artistes peintres, enfants du célèbre avocat et administrateur de biens Fernand Dauchez, qui y avait ses bureaux.
Ce bâtiment fait l’objet d’une inscription au titre des monuments historiques depuis le 20 octobre 1928.